# Robert Blackburn (aviatore)
Robert Blackburn (Kirkstall, 26 marzo 1885 – 10 settembre 1955) è stato un aviatore e imprenditore britannico, pioniere dell'aviazione inglese e fondatore del Blackburn Aircraft.

## Biografia
Frequentò la Modern School di Leeds e si laureò nel 1906 in ingegneria; nel 1909 costruì il primo aeroplano.
Nel giugno del 1914 fondò la Blackburn Aeroplane & Motor Company.